# C3H4N2O3
化学式C3H4N2O3（摩尔质量：116.076 g/mol）可以指：
- 1-羟基海因，CAS号：30204-22-9
- 5-羟基海因（英语：5-Hydroxyhydantoin），CAS号：29410-13-7

|  | 这个同类索引页列出了具有相同分子式的化学物（即同分異構體）条目。 除非您是有意链接至本页，否则应将相应条目的内部链接指向正确的条目。 |